# Szijjártó István (lelkész)
Szijjártó István szlovénül Števan Sijarto (Wocseszlavecz, 1765. k. – Domonkosfa, 1833. szeptember 10.) magyarországi szlovén evangélikus népi tanító, lelkész és író.
A mai Vasvecsésen (ma Večeslavci, Szlovénia) született, közel a stájer határhoz egy Szijjártó Iván nevű földműves fiaként, anyja neve nem ismert. Iskoláját Nemescsón végezte, tanítója Bakos Mihály író volt. Utána a soproni evangélikus líceumban tanult 1783-ig. Először Tótkeresztúron (ma Križevci) tanított az ottani evangélikus egyházközségben, 1787-től 1806-ig Pucincon (ma Battyánd, Puconci). Ezt követően Domonkosfa tanítómestere haláláig.
1796-ból származik Mrtvecsne Peszmi (Temetési énekek) c. énekeskönyve, amely a halálozási szokásokra való énekeket tartalmaz. Ezt még három kiadás követte. Szijjártóra is hatást gyakorolt a régi martyánczi énekeskönyv, ennek nyomán írta alkotását.

## Művei
- Mrtvecsne Peszmi, stere szo szti sztári piszm vküp  pobráne, pobougsane, ino, na haszek szlovenszkoga národa zdaj oprvics Na szvetloszt dáne, po S. S. P. S. Stampane v Szombotheli, Pri Sziesz Antoni vu Leti 1796.
- Molitvi na sztári szlovenszki jezik obrnyene, ino na haszek szlovenszkoga národa vö dáne po Szijarto Stevani püczonszkom solszkim vucsiteli. Stampane v-Soproni, pri Siesz Anni Klári vu leti 1797.
- Sztarisinsztvo, i zvacsinsztvo, szem szpodobnimi prilikami za volo, szvádbeni mladénczov. S. L. D. V-Soproni, szpiszkimi Sziesz Antona vu leti 1807.
- Sztarisinsztvo i zvacsinsztvo vödáno po Udvary Ferenczi kermedinszkom knigovezári. Na lasztivnom sztroski. V-Szombatheli z-piszkmi Bertalanffy Imrea 1852. (Vilko Novak szerint Szijjártó hagyatékából maradt, amelyet Kardos János készíthetett elő nyomtatásra)